# Bock II

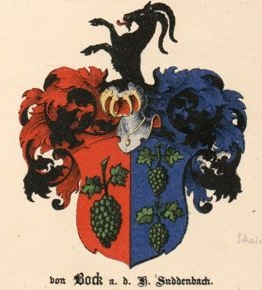
Herb Bock II w herbarzu Baltisches Wappenbuch

Bock II − polski herb szlachecki z nobilitacji.

## Opis herbu
Opis z wykorzystaniem zasad blazonowania, zaproponowanych przez Alfreda Znamierowskiego:
Na tarczy dwudzielnej w słup w polu I czerwonym winne grono z dwoma listkami, zielone, w II błękitnym takież dwa winne grona w słup. 
W klejnocie nad hełmem w koronie (w Baltisches Wappenuch brak jest korony) pół czarnego kozła. 
Labry z prawej czerwone, z lewej błękitne podbite czarnym.

## Najwcześniejsze wzmianki
Nadany 10 marca 1600 r. Tomaszowi Bock. Potwierdzenie nobilitacji z 1775.

## Herbowni
Herb ten był herbem własnym, toteż do jego używania uprawniony jest tylko jeden ród herbownych:
Bock.